# Суизи, Пол
Пол Суизи (англ. Paul Marlor Sweezy, 10 апреля 1910 года; Нью-Йорк, Нью-Йорк, США — 27 февраля 2004 года; Ларчмонт, Нью-Йорк, США) — американский экономист левого толка, теоретик и популяризатор марксизма, основатель и главный редактор журнала Monthly Review.
Суизи родился в семье банкира, получил элитное образование в Гарвардском университете (1927—1932) и Лондонской школе экономики (1932—1933). После возвращения в Гарвард получил магистерскую (1934), а вскоре и докторскую степень (1937). Несколько лет преподавал в Гарварде экономику социализма, в 1942 году был направлен в Великобританию на службу в штаб Управления стратегических служб. После завершения войны Суизи отказался от поста преподавателя в Гарварде и переехал в Нью-Гэмпшир, где активно занялся писательской и издательской работой. В 1949 году вместе с Лео Губерманом основал журнал Monthly Review, впоследствии — наиболее популярный на Западе социалистический журнал. В 1953 году, в разгар маккартизма, Суизи был привлечён в суд за прокоммунистические симпатии, впоследствии оправдан.
В центре научных интересов Суизи главное место неизменно занимала проблема развития капитализма на его монополистической стадии, при этом работы учёного не ограничивались одной экономикой, зачастую соприкасаясь со многими сопредельными дисциплинами, как то: история, социология и экология. Суизи также приобрёл широкую известность как популяризатор марксизма: его первая книга, «Теория капиталистического развития» (1942), на Западе стала первой публикацией с популярным изложением марксистской политэкономии. Она также возродила интерес западных мыслителей к проблеме трансформации стоимости в цену — одной из центральных проблем марксистской политэкономии. Практически все основные идеи Суизи подверглись обстоятельно критике, в основном со стороны марксистов, в том числе — из Советского Союза.
Пик активной творческой Суизи деятельности пришёлся на 1960-80 гг. До начала 1990-х гг. он активно занимался редакторской работой, изредка публиковал статьи, но во второй половине 90-х гг. полностью отошёл от научной и общественной деятельности. Скончался учёный 27 февраля 2004 года в Нью-Йорке.

## Биография

### 1910—1932: юность и начало академического пути (до 22 лет)
Пол Суизи родился 10 апреля 1910 года, он стал третьим сыном в семье Эверетта Суизи (англ. Everett B. Sweezy), вице-президента Первого национального банка Нью-Йорка (предшественник нынешнего Citibank, и Кэролин Суизи (в девичестве — Уилсон) (англ. Caroline (Wilson) Sweezy), студентки Гаучер-колледжа.
У Пола было два старших брата: Эверетт (англ. Everett, род. в 1901 году) и Алан (англ. Alan, род. в 1907 году). Все три брата посещали Академию Филиппса в Эксетере, затем продолжили образование в Гарварде. В университетские годы Пол следовал по стопам Алана: как и старший брат, он отучился в Академии Филлипса, затем поступил в Гарвард, где они оба изучали экономику и состояли в рабочем профсоюзе. В 1931 году, когда Пол заканчивал четвёртый курс бакалавриата, неожиданное умер его отец. Суизи был вынужден прервать обучение и получил степень бакалавра (magna cum laude) лишь в следующем, 1932 году. Спустя многие годы Суизи так описывал интеллектуальную атмосферу, царившую в Гарварде: «Моё знакомство с экономикой состоялось в конце 20-х. Я посещал Ec A на втором курсе обучения, 1928—1929, и курс по расширенной теории Тауссига (Ec 7, кажется, так он звался) в следующем году. То, что мы изучали, это в основном была теория Маршалла с небольшим вкраплением австрийской теории капитала.. <…> Я не припомню, чтобы само имя Маркса прозвучало на каком-либо из курсов, которые я посещал, не говоря уже о его идеях».
В 1932 году Суизи отправился в Англию, чтобы продолжить образование в Лондонской школе экономики. Как и в Гарварде, ведущие позиции там занимали сторонники неоклассической теории, наибольшим авторитетом среди которых пользовался видный представитель австрийской школы Фридрих Хайек. «Там в моде была некая смесь австрийской и шведской школы, чуть более оригинальная вариация на тему той буржуазной ортодоксии, в которой я вырос», — вспоминал Суизи. В Лондоне Суизи участвовал в многочисленных научных дискуссиях, в ходе которых неожиданно открыл для себя марксизм — научную школу, ранее ему совершенно неведомую. Важную роль в формировании научных интересов молодого учёного сыграли лекции видного британского политика-социалиста Гарольда Ласки, а также только вышедшая из печати «История русской революции» Льва Троцкого (переведена на английский Максом Истменом в 1932 году). В это же время Суизи знакомится с молодыми кембриджскими экономистами левого толка, в частности с Джоан Робинсон.

### Гарвард (1932—1943)
В Америку Суизи вернулся, по его собственному выражению, «убеждённым, но крайне безграмотным марксистом». За год его отсутствия жизнь в стране изменилась коренным образом: четверть работоспособного населения оказалась безработной, банковская система переживала коллапс, президент Рузвельт лишь только приступил к реализации своего Нового курса. Всё это не могло не сказаться на интеллектуальной жизнь страны: студенты стали проявляться всё больше интереса к марксизму, в некоторых крупных университетах, в том числе и Гарварде, были созданы дискуссионные группы по марксизму, а иногда он даже стал появляться в лекционных курсах.

Шумпетер, Леонтьев и Суизи во время дискуссии о будущем капитализма зимой 1946-47 годов. Суизи уже покинул Гарвард, узнав, что университет не заинтересован в преподавателе-марксисте

Суизи являл собой то лучшее, что могли произвести на свет Гарвард и Эксетер. <…> [Он] рано заявил о себе как один из самых многообещающих экономистов своего поколения. <…> Немного несправедливым казалось то, что боги наградили его не только блестящим умом, но также дали приятную внешность и остроумие. Если бы той ночью его поразила молния, люди сказали бы, что это он сам навлёк зависть богов.
Крупным событием в интеллектуальной жизни Гарварда стало появление профессора Йозефа Шумпетера, одного из ведущих экономистов XX века. Будучи учеником Бём-Баверка, самого яростного критика Маркса, Шумпетер, тем не менее, испытывал огромное уважение к экономическому учению последнего и по выражению Суизи, пытался «создать структуру мысли, которая могла бы конкурировать с Марксовой. Другими словами, он брал Маркса за образец». Шумпетер вёл небольшой семинар для полудюжины студентов, в котором Суизи принимал активное участие. Дискуссии Суизи и Шумпетера стали неотъемлемой частью интеллектуальной жизни экономического факультета. Современники вспоминали полемические дискуссии Шумпетера и Суизи как самые яркие моменты в своей жизни. Джон Кеннет Гэлбрейт называл Суизи «доминирующим голосом того времени», а Сигето Цуру отмечал, что в свои двадцать Суизи был «центральной фигурой в золотую эпоху экономического факультета Гарварда в 1930-х гг».
Впрочем, самая известная дискуссия «Будущее капитализма» состоится зимой 1946—1947 гг. во время визита Суизи в Гарвард (к тому времени он покинет должность преподавателя, узнав, что университет не заинтересован в профессоре-марксисте). В дискуссии примут участие Суизи и Шумпетер, а в качестве модератора выступит Василий Леонтьев, будущий лауреат Нобелевской премии по экономики. Спустя многие годы другой лауреат Нобелевской премии Пол Самуэльсон будет вспоминать об этой дискуссии как о времени, «когда гиганты ходили по земле и по Гарвард-ярду».
В 1934 году Суизи получает степень магистра. В 1937 году он успешно защищает докторскую диссертацию на тему «Монополии в британской угольнодобывающей промышленности», а в 1938 году становится преподавателем в Гарварде: параллельно с принципами экономики и курсом по корпорациям он преподаёт экономику социализма («Лекции в то время читал Эдвард Мэйсон, я был его ассистентом два или три года [1935(36)-38]. Потом, когда ему надоело вести этот курс, он отдал его мне»). Прорабатывая материал к данному курсу, молодой учёный обнаружил, что на английском языке не существует никаких учебников, излагающих марксистскую политэкономию. Чтобы восполнить этот пробел, Суизи пишет «Теорию марксистской политической экономии» (англ. The Theory of Capitalist Development: Principles of Marxian Political Economy), которая станет настольной книгой для нескольких поколений студентов-экономистов. «Мне кажется с того времени не было выпущено ничего стоящего», — без лишней скромности отмечал учёным в одном из поздних интервью.
После выхода в 1936 году «Общей теории занятости, процента и денег» Кейнса Суизи становится активным участником гарвардских дискуссий вокруг кейнсианской революции в экономической теории. Сам он испытывает значительное влияние кейнсианства. В течение 1930-х он напечатал 25 статей и обзоров на экономические темы. Две статьи имели непреходящую значимость для экономической науки: «Ожидания и их влияние на экономику» в журнале Review of Economic Studies (июнь 1938 года), а также «Спрос в условиях олигополии» в журнале Journal of Political Economy (август 1939 года). В первой статье разбирался кейнсианский взгляд на роль ожиданий экономических субъектов в условиях экономического неравновесия и неопределённости. Во второй объяснялась природа ломаной кривой спроса, давалось объяснение, почему в условиях олигополии цены идут только в одном направлении. Обе эти темы позже займут важное место в теории монополистического капитала, которую Суизи разработает вместе с Полом Бараном.
В это же время Суизи работает на различные государственные учреждения, созданные в период «Нового курса». В 1937 году он написал доклад «Группы интересов в американской экономике» (англ. Interest Groups in the American Economy) для Национального комитета по природным ресурсам, который был опубликован в 1939 году как дополнение к докладу комитета «Структура американской экономики» (англ. The Structure of the American Economy). В противовес Берли и Минзу, которые утверждали, что большая часть американских фирм, управляются менеджерами, Суизи выделял восемь ведущих «групп интересов», состоящих из промышленных и финансовых союзов. Также Суизи подготовил исследование о монополиях для Комиссии по ценным бумагам и биржам (1939 год) и исследования для Временного национального комитета по экономике, который отвечал за изучение вопрос о конкуренции и монополии (1940)..

### В годы войны (1943—1945)
После того, как США вступили во Вторую мировую войну, Суизи был направлен в Управление стратегических служб (УСС), где стал работать под началом своего бывшего наставника и коллеги Эдварда Мейсона. Суизи приступил к работе летом 1943 года, осенью того же года он был отправлен в Лондон, где присоединился к отделу аналитики УСС. Там его непосредственным начальником стал другой американский экономист Чендлер Морс (Chandler Morse). Главная роль Суизи заключалась в том, чтобы следить за изменением британской экономической политики по отношению к правительству США. К тому времени было очевидно, что война приведёт к реорганизации мировых экономических отношений и что Соединённые Штаты заинтересованы в том, чтобы стать после войны мировым лидером. В то время Британия по-прежнему оставалась «экономикой № 2» в мире и вопрос, что делать с ней, всё ещё не был решён.
Отдел аналитики УСС занимался подготовкой докладов и анализом событий в отдельных странах, которые были распределены между несколькими сотнями военных ведомств. Лондонское отделение издавало еженедельный бюллетень, где предоставляло обзор того, что происходит в странах Оси. Информация черпалась в основном из немецкой прессы, а также из средств информации других оккупированных стран. Эта информация собиралась в нейтральной Португалии, а затем направлялась в Лондон. Суизи организовал сбор информации в форме еженедельного журнала «Европейский политический отчет». Информационный бюллетень занимал пролевую, антифашистскую позицию. Экономист Тибор Скитовски, которому довелось встретить Суизи в Лондоне в те дни, позднее вспоминал, с каким энтузиазмом последний относился к своей работе и как он заявлял о своём желании издать собственный журнал, когда вернётся в Соединённые Штаты после войны. Лондонское отделение переехало в Париж зимой 1944-45, а затем весной в Висбаден. Позже некоторые из его отделения переехали в Берлин, где он стал свидетелем разрушений, вызванных в результате бомбардировок союзников.
В сентябре Суизи был отправлен домой и демобилизован. Он дослужился до звания младшего лейтенанта и был награждён Бронзовой звездой в 1946 году за его роль в качестве редактора «Европейского политического отчета».

### Основание Monthly Review (1945—1954)
Вернувшись в Гарвард осенью 1945 года, Суизи, который должен был отработать ещё два с половиной года, узнал, что ведущий американский университет по истечении срока контракта скорее всего не оставит работать на постоянной основе преподавателя-марксиста, и поэтому решил сам разорвать контракт.
В том же году он получил грант от Исследовательского совета по социальным наукам, благодаря которому смог обосноваться в Нью-Гэмпшире и выпустить свою следующую работу — «Социализм» (1949). В интервью 1999 года Суизи говорил, что глубоко недоволен книгой, поэтому не предпринимал попыток переиздать её или как-то исправить. Вскоре после смерти Шумпетера в 1950 году Суизи выступил в качестве редактора двухтомного сборника эссе своего учителя «Империализм и социальные классы». Он также издал том, посвящённый проблеме трансформации стоимости в цену, в который было включено три работы: «Карл Маркс и конец его системы» Ойгена Бём-Баверка, «Критика Маркса Бём-Баверком» Рудольфа Гильфердинга и «Корректировка фундаментальных теоретических построений Маркса в третьем томе Капитала» Владислава Борткевича (которую сам Суизи и перевёл с немецкого).
В Штатах, если у тебя нет доступа к небольшой прибавочной стоимости, у тебя никак не получится сохранять независимое положение в интеллектуальной среде. Так что я вовсе никого ни в чём не корю. Я просто пытаюсь объяснить это и я благодарен своей счастливой звезде за то, что мне удалось избежать того натиска, которого не выдержало так много людей.
В это же время Суизи всё больше загорается идеей создания собственного журнала. В этом ему помогает давнее знакомство с Лео Губерманом, журналистом и писателем-социалистом. В конце 1940-х Губерман и Суизи обдумывают план создания социалистического журнала. «В нашем представлении это было что-то вроде защитной или охранительной акции, — вспоминал Суизи, — необходимо было что-то предпринять, чтобы сохранить традиции марксизма в этой стране». Впрочем, затея оказалась труднореализуема с финансовой точки зрения. События приобрели неожиданное развитие в конце 1948 году. Среди близких друзей Пола был гарвардский профессор Фрэнсис Отто Маттиссен. Маттисен и Суизи вместе работали над созданием профсоюза преподавателей в Гарварде и с того времени поддерживали общение. После провала на выборах 1948 года кандидатуры Генри Уоллеса, в избирательной кампании которого участвовали все трое, Маттисен, узнав об идее Суизи создать свой журнал, навестил последнего в Нью-Гемпшире и предложил свою материальную помощь для реализации идеи: он готов был выделять для журнала $5000 каждый год в течение трёх лет. Именно благодаря его помощи появление журнала стало возможно. Первый номер журнала Monthly Review: An Independent Socialist Magazine появился в мае 1949 года со статьёй Альберта Эйнштейна «Почему социализм?». Однако уже в следующем году, когда Маттиссен совершил самоубийство, завещав журналу всего 5000$, издатели Monthly Review вновь оказались перед лицом острой нехватки средств. В начале 1950 года Суизи и Губерман в редакторской заметке оповестили читателей о том, что тираж журнала должен достичь 8000 экземпляров, чтобы его издание стало самоокупаемым. Впрочем, этот рубеж был преодолён лишь спустя десять лет, а Суизи и Губерман уже в ноябре 1950 года были вынуждены начать сбор пожертвований.
Обязанности отцов-основателей Monthly Review были разделены поровну: Губерман занимался продвижением и организаторской работой, оформлял все необходимые бумаги и подписки («Он управлял делами намного, лучше чем я. <…> У него были все те таланты, которых я был лишён напрочь. Мне же удавалось лишь сеять хаос вместо порядка»), Суизи в свою очередь был ответственен за теоретическую направленность журнала и за написание «обзоров месяца» от имени редакции («Я был куда большим теоретиком, чем Лео. Лео был видным левым деятелем, он держал нас в курсе всех событий, но в плане теории он ничего не генерировал, это была моя парафия»). Для своих «обзоров месяца» Суизи выбирал одну из актуальных политических или социальных тем, как то: империалистические войны в Корее и Иране, революции в Китае и на Кубе, репрессии в Советском Союзе и маккартизм в США, при этом давая тем или иным событиям и явлениям независимую марксистскую оценку. В то время, как Губерман работал непосредственно в нью-йоркском офисе, Суизи по-прежнему жил на своей вилле в Нью-Гемпшире и лишь раз в месяц наведывался в Нью-Йорк для сдачи обзоров в печать.

Суизи и Губерман получают награду Омегна (1966 год)

В послевоенных Штатах на фоне тотальной антикоммунистической истории издание Monthly Review было сопряжено с проблемой массовой антикоммунистической пропаганды. По этой причине редакторы были вынуждены беспокоиться не только об анонимности читателей, но и обеспечивать анонимную рассылку журнала, из-за чего долгое время журнал рассылался по подписке в пластиковых непроницаемых пакетах. Впрочем, это не помешало ему приобрести широкую известность в США и всём Западном полушарии и в скором времени стать «самым известным из малоизвестных журналов Америки». В 1977 году тираж Monthly Review достиг 12 000 экземпляров, в 1980-х и начале 90-х годов он упал до 5000, но в 2003 вновь вернулся к отметке в 7000. В 1963 году Леонард Силк в своей заметке для Business Week так охарактеризовал идейную направленность журнала: «трезвый и серьёзный подход к социализму, достаточно радикальный для того, чтобы порвать с прошлым, которое для многих левых в развивающихся странах является квинтэссенцией социализма. В то же время они соблюдают здоровую независимость от Москвы и Пекина. Их умение манипулировать таинственными концепциями современной экономики впечатляет псевдоинтеллектуалов, их анализ проблем современного капитализма настолько правдоподобный, что начинает раздражать». В той же статье отмечалось, что несмотря на скромный тираж в 8000 экземпляров влияние журнала выходит далеко за пределы США: «Взгляды этой группы оказывают огромное влияние на левых интеллектуалов в развивающихся странах Азии, Африки и Латинской Америки». Высокую популярность журнала в Латинской Америке отмечал и писатель Нэд О'Горман, который в 1964 году вернулся из путешествия по Южной Америке. В своей статье для National Catholic Reporter он заявлял: «Издатели Monthly Review, Суизи и Губерман, Эдгар Алан По, Уолт Уитмен и JFK — вот о ком больше всех говорят в Южной Америке».
Деятельность Суизи не исчерпывалась лишь публикацией журнала. В 1951 году во время встречи со Суизи и Губерманом Иззи Стоун, в будущем — прославленный журналист-расследователь, пожаловался на то, что его книгу, посвящённую Корейской войне, отказываются печатать все издательства. Издатели Monthly Review попросили рукопись для ознакомления и уже в следующем году «Тайная история Корейской войны» увидела свет, став первой книгой изданной новым издательством Monthly Review Press. Книги, которые издательство публиковало в дальнейшем, во многом были схожи с книгой Стоуна: это были работы прославленных авторов, чьи работы отказывались печатать любые другие издательства. В их число входили «Империя нефти» Харви О’Коннор (1955), «Политическая экономика роста» Пола Барана (1957), «США, Куба и Кастро» Уильяма Эпплмана Уильямса и «Фаньшэнь» Уильяма Хилтона (1966).

### Суд (1954—1957)
В послевоенной Америке на фоне широкомасштабной борьбы с коммунистами активная «левая» политическая деятельность Суизи не могла не вызвать внимания со стороны властей. В январе 1954 года генпрокурор Нью-Гемпшира Луис Уиман (Louis C. Wyman) вызвал Суизи в суд для дачи показаний. От учёного потребовали изложить свои политические убеждения, раскрыть имена политических соратников, передать содержание лекций, прочитанных в Университете Нью-Гэмпшира и дать ответ на ряд других вопросов, так или иначе связанных с его политической позицией. Суизи признал, что является умеренным социалистом, но никогда не состоял в коммунистической партии, воспользовавшись Первой поправкой к Конституции США, он отказался давать ответы на вопросы, которые касались его политических убеждений и называть имена людей, с которыми сотрудничал в ходе избирательной кампании 1948 года. В результате он был обвинён в неуважении к суду и помещён под стражу. Приговор суда был обжалован в высших инстанциях, и в 1957 году Верховный суд США вынес оправдательный приговор. Законодательное собрание штата Нью-Гэмпшир находится в процессе обращения за юридической консультацией. и что нарушение конституционных свобод Суизи не может быть оправдано на основании «отдаленно связанного с фактической подрывной деятельностью». Письменные мнения главного судьи Уоррена и судьи Франкфуртера по этому делу считались одними из самых важных судебных заявлений на академическую свободу. Суизи в заявлении, которое он представил Генеральному прокурору Нью-Гемпшира и которое было включено в документы, представленные в Верховный суд США, не оставил никаких сомнений в его взглядах:

Если самым главным принципом американской конституционной формы правления является политическая свобода, под которой я принимаю свободу слова, прессы, собраний и ассоциаций, то я не понимаю, как можно отрицать, что эти расследования представляют серьёзную опасность для того, чем так дорожит американский народ. Никакие права не являются подлинными, если лицо, реализовующее их, может быть доставлено в суд и подвергнуто наказанию за лжесвидетельство и неуважение за свои идеи и поведение.

Политически мотивированное дело над видным учёным привлекло внимание прессы в разных странах мира: Англии, Франции, Японии и странах Латинской Америки.

### Пик карьеры (сер. 1950-х — сер. 1980-х гг.)

Магдоф и Суизи (1985 год)

Несмотря на неблагоприятную политическую обстановку после суда Суизи продолжил писать и редактировать статьи, посвящённые разным аспектам марксистской теории и критики капитализма. Вскоре после победы революции на Кубе Суизи вместе с Лео Губерманом посетил «Остров Свободы», где американские марксисты познакомились с Фиделем Кастро и Че Геварой. Губерман и Суизи были первыми, кто признал, что Куба обязательно будет развиваться в социалистическом направлении — если революция вообще выживет. Специальный выпуск «Ежемесячного обзора», в котором редакторы писали о трансформации кубинской экономики под названием «Куба: Анатомия революции», вышел в июле-августе 1960 года и был быстро распродан (позднее он был переиздан в виде книги). Два редактора последовали за этой первой книгой «Социализм на Кубе» (1969).
Вместе со Суизи и Губерманом Кубу также посетил Пол Баран — ещё один экономист левого толка, который выступал научным консультантом Monthly Review практически со времени основания журнала. Баран получил фундаментальное экономическое образование, после эмиграции в США работал в Министерстве торговли и Федеральном резервном банке в Нью-Йорке. В 1949 году он стал преподавать в Стэнфордском университете и в то же время присоединился к Суизи и Губерману. Ещё до поездки на Кубу Суизи и Баран начали работать над книгой, которую в будущем считали своим magnum opus. Работа над ней заняла около 10 лет и свет книга, получившая название «Монополистический капитал» (1966) увидела лишь после смерти одного из соавторов: Пол Баран скончался в 1964 году, и второй Пол, Суизи, был вынужден завершать работу в одиночку. В этой книге Баран и Суизи выдвигали идею, что на стадии монополистического капитала тенденция нормы прибыли к понижению, обнаруженная Марксом, сменяется тенденцией нормы прибыли к повышению.
В 1971 году Суизи выступил с Маршалловской лекцией в Кембриджском университете под названием «О теории монополистического капитализма» (позднее опубликована как «Современный капитализм и другие очерки», 1972). В 1974-76 годах работал в исполнительном совете Американской экономической ассоциации. В это время его репутация среди молодых левых экономистов достигла своего пика, и Суизи, по словаем его ученика Беллами Фостера, стал почти легендарной фигурой. Ричард Вольф, профессор экономики в Университете штата Массачусетс в Амхерсте, в статье для Los Angeles Times в 1977 году писал про Суизи: «Он, без сомнения, ведущий американский радикальный экономист. Никто не может тягаться с ним. Даже ортодоксальные экономисты согласны с этим».
В 1969 году к Суизи для работы Monthly Review присоединяется ещё один левый экономист Гарри Магдофф. Магдофф долгое время работал в правительственных учреждениях США, пока не обнаружил, что экономисту с его взглядами крайне сложно продвигаться по государственной службе. Он оставил работу и занялся писательством. В 1969 году Магдофф публикует свою самую влиятельную книгу, «Век империализма», и присоединяется к Суизи в работе над Monthly Review, который под влиянием своего нового редактора начинает уделять всё больше внимания проблемам империализма и неоколонизации. Сотрудничество Суизи и Магдофа протянется несколько десятилетий, их последняя совместная статья будет посвящена войне в заливе (1991 год). В 1974 году Суизи и Магдофф посетил Китай, где провели месяц, но им так и не удалось встретиться с Мао Цзэдуном.

Баран и Суизи (1956 год)

### Поздние годы
На склоне лет Суизи читал лекации в качестве приглашенного профессора в Корнелле, Стэнфорде, Новой школе социальных исследований, Йельском и Манчестерском университете. В 1983 году он был удостоен звания почетного доктора литературы Университета имени Джавахарлала Неру в Индии, а в 1999 году получил премию Веблена-Коммонса от Ассоциации эволюционной экономики. Впрочем, на протяжении многих лет после расставания с Гарвардом Суизи держался вдали от академической тусовки и практически не соприкасался с университетской средой.
«Два последние года его жизни были действительно сложными, — вспоминал Гарри Магдофф. — Закат был долгим, он сопровождался болью и немощью». Магдофф вспоминал, что в лучшие годы он ежедневно созванивался со Суизи, чтобы обменяться мнениями по тому или иному поводу, общение продолжалось вплоть до кончины Суизи, даже несмотря на то, что речь Пола постепенно ухудшалась и становилась неразборчивой.
Пол Суизи умер в Ларчмонте, штат Нью-Йорк, 27 февраля 2004 года.

## Научный вклад

### Домарксистский период
В одном из своих поздних выступлений Суизи признавал, что вернулся из Англии в конце 1934 года «убеждённым, но крайне безграмотным марксистом». Впрочем, как отмечали Ховард и Кинг, в его самых ранних работах нет никаких подтверждений этому утверждению. Первая публикация Суизи представляла собой рецензию на книгу Артура Сесила Пигу «Теория безработицы», и в ней 23-летний рецензент, исправив некоторые алгебраические ошибки Пигу, в целом поддержал тезис автора о том, что безработица является результатом ситуации, когда наёмные работники требуют реальную заработную плату, которая находится выше равновесного уровня. Такая позиция полностью соответствовала неоклассическому или, по терминологии Кейнса, «классическому» анализу безработицы. Однако уже очень скоро Суизи пересмотрит свои взгляды. Когда в 1937-38 годах разразилась вторая депрессия, то она, по словам Суизи, стала для экономистов ещё большим потрясением, нежели первая («никто не ожидал её и никто не имел достоверного объяснения». Молодые экономисты в Гарварде и Тафтсе провели серию неформальных встреч, чтобы обсудить альтернативные меры политики. Результатом стал трактат под названием «Экономическая программа американской демократии» (1938), который был опубликована за авторством Суизи и шести других учёных и стал бестселлером, по крайней мере, в Вашингтоне. Суизи и его соавторы призывали к устойчивому увеличению расходов федерального правительства, сохранению дефицита бюджета и государственной собственности на коммунальные услуги и железные дороги. Их аргументы были выдержаны полностью в кейнсианском духе и не имели ничего общего с марксизмом. Однако, как отмечал Суизи впоследствии, «в те дни было трудно провести черту между левыми сторонниками Нового курса Рузвельта и началом марксистского движения». К тому времени экономист был глубоко недоволен неоклассической теорией и сам стал критичен по отношению к собственной позиции по безработице 1934 года.
В декабре 1937 года Суизи выступил на встрече Американской экономической ассоциации в Атлантик-Сити с докладом на тему «Политика заработной платы», в которой впервые публично представил идею ломаной кривой спроса в условиях олигополии. Согласно его теории, фирмы в условиях олигополии присоединятся к решению одного из олигополистов о снижении цены, чтобы не потерять своей доли рынка, но не последуют его решению о повышении цены; таким образом, кривая спроса на продукцию отдельного олигополиста имеет излом в точке рыночной цены, так что кривая спроса на участке выше этой точки является более пологой (более эластичный спрос), чем на участке ниже этого спроса (менее эластичный спрос). Что ещё более важно, это приводит к вертикальному разрыву в функции предельного дохода фирмы и, следовательно, к разрыву также и в её кривой предельного дохода-продукта труда, хотя Суизи не использует этот термин. В этих условиях сокращение заработной платы «не будет сопровождаться увеличением занятости, поскольку работодатели более склонны к сбережениям, чем рабочие, эффект будет иметь тенденцию быть неблагоприятным». Суизи заключает, что изменения в сфере занятости происходят от изменений в кривых спроса, но не от сдвигов в кривых стоимости.
Более подробно свои аргументы Суизи изложил в статье для Journal of Political Economy, которая появилась в печати в 1939 году. Здесь он приписывает авторство понятия «воображаемой ломаной кривой спроса» (англ. imagined demand curve) одному из своих друзей, Николасу Калдору. Выводы Суизи ещё более радикальны, чем раньше: «успешная забастовка за повышение заработной платы может не повлиять ни на цену, ни на объем производства. Профсоюзные деятели, которые считают, что единственным эффектом повышения заработной платы является более низкая прибыль, могут быть ближе к истине, чем в это готовы поверить экономисты».
На добрый десяток лет ломаная кривая спроса прочно вошла в основные учебники по микроэкономике, хотя теория Суизи была основательно разгромлена экономистом Джорджем Стиглером в 1947 году. Стиглер критиковал вывод Суизи о том, что общепринятая концепция равновесия не имеет большого значения или вообще не имеет смысла в условиях олигополии. Сам Суизи в конце концов пришёл к выводу, что модели картеля (модели сговора) предлагают более реалистичное решение проблемы ценообразования при олигополии, чем модели без сговора. «Я думаю, что критика была вполне оправданной, — признавал он около 40 лет спустя, не упоминая при этом ни ломаную кривую спроса, ни Стиглера, — и Баран, и я приняли это во внимание в разделе о ценах в „Монополистическом капитале“, где мы пришли к выводу, что в целом олигополия ведёт к приближению к „истинной“ монопольной цене».

### «Теория капиталистического развития» (1942)
В 1942 году Суизи выпустил «Теорию капиталистического развития» — первую книгу, изданную на английском языке, которая не только ёмко и последовательно излагала основы марксистской политэкономии, но и акцентировала внимание на некоторых проблемах марксистской политэкономии, к тому времени неизвестных в англоязычной среде. Книга состояла из четырёх частей: три из них посвящены изложению идей Маркса и некоторых его последователей, а четвёртая содержала собственный оригинальный анализ Суизи того, что он называл «империализмом» (то есть монополистической стадии капиталистического развития).
Часть I, «Стоимость и прибавочная стоимость», начинается с описания метода Маркса, концентрируясь на его использовании абстракций и исторический характер его мысли (глава I), главы II и III повествуют с «проблеме качественной стоимости» и «проблеме количественной стоимости» соответственно. Здесь Суизи опирается на важную, по его мнению, работу малоизвестного австрийского марксиста Франца Петри (1916), который подчёркивал важность различия, которое делал Маркс двумя этими проблемами. Качественная проблема, объясняет Суизи, касается отношений между производителями, в то время как количественные проблемы касается отношений между их продуктами. Различие, отмечает он, часто трудно понять тем, кто воспитан в неоклассической традиции. В главе о количественной проблеме автор подробно останавливается на вопросах, которые излагаются в наиболее трудных для понимания первых разделах I тома «Капитала», включая понятия абстрактного труда и товарного фетишизма. Глава о количественной проблеме выделяет несколько важных вопросов, относящихся к определению относительных меновых стоимостей, включая роль конкуренции и спрос, а также точное значение «закона стоимости». Часть I завершается кратким изложением теории прибавочной стоимости, прибыли и нормы прибыли (глава IV).
В части II (главы V—VII), «Процесс накопления», Суизи излагает идеи Маркса о простом и расширенном воспроизводстве, концентрируя внимание в частности на формировании и постоянном пополнении «резервной армии» безработных (Глава V); тенденции нормы прибыли к понижению (глава VI); и преобразовании стоимостей в цены продукции (глава VII). Суизи решительно поддерживает анализ Маркса относительно резервной армии, но очень критично относится к теории нормы прибыли к понижению, которую он описывает как «не очень убедительную», поскольку Маркс не может удовлетворительно объяснить, почему органический состав капитал, как правило, увеличивается быстрее, чем уровень эксплуатации. Кроме тех «противодействующих тенденций», на которые указал сам Маркс, Суизи указывает на четыре других фактора, которые влияют на тенденцию к увеличению нормы прибыли: организацию работодателей, вывоз капитала, формирование монополий и действия государства, направленные на пользу капитала. Если конкурентные силы устанавливают сильную тенденцию для нормы прибыли, чтобы быть равные в каждой отрасли, итоговые «цены продукции» будут систематически отличаться от трудовых ценностей. Результирующая «проблема трансформации» является предметом главы VII. Суизи представляет решение проблемы, которое содержится в третьем томе «Капитала», но приходит к выводу, что оно «логически неудовлетворительно», потому что это нарушает условия для простого воспроизводства. Он предлагает альтернативное решение «проблемы трансформации» на основе работы Ладислава фон Борткевича (1907), тем самым впервые презентовав работу последнего в англоязычном мире.
Третья часть книги (главы VIII—XII) посвящена «кризисам и депрессиям». Суизи начинает с того, что высказывает позицию Маркса о том, что закон Сэя логически неверен в любой товаропроизводящей (использующей деньги) экономике и опасно ложен в капитализме. Это приводит его к различению двух типов кризисов. Первый предполагает, что закон Сэя действительно применяется, так что все товары продаются по их стоимости (или по их ценам производства; проблема трансформации не имеет отношения к этому вопросу); кризисы возникают в результате тенденции к снижению нормы прибыли. Второй тип кризиса возникает, когда капиталисты не могут в совокупности «реализовать» в виде денежной прибыли всю прибавочную стоимость, содержащуюся в их товарах, так что закон Сая не имеет преимущественной силы. Суизи обсуждает первый тип кризиса в очень короткой главе IX. Он находит это довольно неинтересным. С другой стороны, отказаться от предположения о законе Сэя «значит открыть новый диапазон возможностей», в котором — если использовать современные термины — экономические кризисы являются следствием, а не причиной дефицита платежеспособного спроса. В главе X Суизи выделяет две категории этих «кризисов реализации»: те, что обусловлены диспропорциональностью между различными отраслями производства, как подчеркивает М. И. Туган-Барановский, и те, которые возникают в результате недопотребления. Кризис непропорциональности вполне возможен, соглашается Суизи, но, как и Маркс, он считает их «второстепенными». Таким образом, основная часть главы посвящена кризисам, связанным с недопотреблением. По словам Маркса: «Последней причиной всех реальных кризисов всегда остается нищета и ограниченное потребление масс по сравнению с тенденцией капиталистического производства развивать производительные силы таким образом, чтобы только абсолютная сила потребления всего общества будет их пределом». Это заключение стало лейтмотивом всего анализа Суизи в «Теории капиталистического развития», «Монополистическом капитале» и во всех работах, которые последовали за ними.

### Социализм
С момента знакомства с марксизмом и вплоть до самой смерти Суизи был убеждённом социалистом. Как отмечали Говард и Кинг, «примерно до 1960 года его можно было назвать „независимым сталинистом“, в том смысле, что он был убеждённым сторонником Советского Союза, но никогда не был членом Коммунистической партии США, которая всегда отталкивала его своим догматизмом в интеллектуальном смысле». «Я знал, что это была бы смерть для независимого мышления», — вспоминал Суизи в интервью 1999 года, отвечая на вопрос о вступлении в партию.
Второй крупной работой Суизи, изданной после «Теории капиталистического развития», была книга «Социализм». Анализ экономики Советского Союза (глава 2) и Польши (глава 4), представленный Суизи в этой книге, Говард и Кинг называют совершенно некритичным. Под влиянием просоветских работ Сиднея и Беатрисы Вебб Суизи отстаивал мнение, что социалистическая экономика вызывает восторженный отклик со стороны рабочих масс, а роль прибыли относительна неважна в условиях крупнопромышленного производства. Экономист отстаивал рациональность экономического планирования от критики «венской школы антисоциализма» (глава 11) и прищёл к выводу, что социализм полностью способен как сохранить существующие гражданские свободы, так и поспособствует развитию новых (Глава 12).

### Проблемагенезиса капитализма
В начале 1950-х гг. Суизи принял активно участие в дискуссии, толчком к которой послужил выход в свет книги Мориса Добба «Исследования по развитию капитализма», в которой автор, известный британский историк-марксист, отстаивал мнение, что разложение феодализма, которое и привело к появлению капитализма, было результатом сложного взаимодействии «внешнего влияния рынка» и «внутренних отношений» феодальном системы. По мнению Добба, в период, непосредственно предшествовавший упадку феодализма, наблюдался быстрый рост потребностей класса феодалов. В условиях сравнительном неразвитости техники, характерных дли феодализма, увеличение производства для покрытии возросших потребностей феодалов не могло происходить за счет роста производительности труда. Единственным практически доступным для феодалов способом увеличения доходов было усиление эксплуатации непосредственных производителей. Это приводило к перенапряжению сил крестьян и к понижению жизненного уровня «ниже уровни чисто животного существования». Результатом жестокой эксплуатации, продолжает Добб, было разрушение крестьянского хозяйства. Из-за плохой обработки земли происходило истощение почвы, падала урожайность. Крестьяне, не будучи в состоянии выдержать феодальный гнет, массами убегали от своих господ, что уменьшало количество рабочей силы, которой располагали феодалы. Примерно около 1300 года эти процессы приводят к сокращению абсолютной численности населения, к уменьшению площади обрабатываемой земли и падению доходов господствующего класса. Наступает кризис феодализма XIV в. Чтобы в создававшихся условиях сохранить в своих поместьях рабочую силу, феодалы принуждены были делать крестьянам значительные уступки. Они смягчали или даже совсем уничтожали личную зависимость, ликвидировали барщину и отдавали земли своего домена небольшими участками и аренду. Таким образом, изменения в поместном строе, в которых Добб видит проявление упадка феодализма, в конечном счете произошли якобы в результате противоречия между возросшими потребностями феодалов и малой эффективностью феодального хозяйства.
Вскоре после выхода книга Добба получила в общем высокую оценку, но вместе с тем вызвала ряд серьёзных возражении, которые поступили главным образом от Суизи. Его критические замечания, сформулированные в статье, появившейся сначала в журнале Science & Society, а затем перепечатанные в сборнике «The Transition from Feudalism to Capitalism», и послужили непосредственным толчком к началу дискуссии. Неточно и недостаточно полно, по словам Суизи, определение феодализма, из которого исходит в своих построениях Добб. Феодализм нельзя отождествлять с крепостничеством, поскольку крепостничество существовало и в таких обществах, которые мы никак не можем считать феодальными. Поэтому Суизи уточняет определение феодализма, определяя его как производство для удовлетворения собственных потребностей при незначительном развитии торговли; обмен существует, но он ограничен узкими рамками, и «торговля на дальние расстояния, хотя и не отсутствует вообще, но не играет решающей роли в определении методов и целей производства». Суизи подчеркивает, что в таких экономических условиях хозяйство ведется с целью удовлетворения определённых и заранее известных потребностей и нет безграничного стремления к увеличению эксплуатации. Отсутствуют, иначе говоря, те стимулы, которые в капиталистическом обществе обусловливают развитие и совершенствование производства. Весь строй общественной жизни отличается стремлением сохранить раз сложившиеся формы отношений между людьми. Отсюда Суизи делает вывод, что внутри самой системы феодальных отношений, сложившихся в Западной Европе, вообще не было сил, делавших необходимым дальнейший технический и экономический прогресс. Неправильна, но мнению Суизи, и теория Добба о причинах упадка феодализма. Суизи считает, что Доббу не удалось объяснить увеличение потребностей феодалов, вызвавшее рост поместной эксплуатации и массовое бегство крестьян от их господ.
Взглядам Добба Суизи противопоставляет свою собственную теорию, объясняющую упадок феодализма толчком «извне», действием «внешнего» для феодализма фактора. Таким внешним толчком, вызвавшим упадок феодализма в западноевропейских странах XIV—XV вв., был, по мнению Суизи, рост торговли. Суизи полностью принимает тезис Анри Пиренна об определяющем влиянии торговли на экономическое развитие средневековой Европы и лишь пытается заново и более полно его обосновать, учитывая возражения, сделанные Доббом. Суизи прежде всего подчеркивает, что ошибочно утверждать, будто развитие торговли само по себе на всех его этапах оказывало разлагающее влияние на феодализм. В раннее средневековье, когда преобладали «деревенские местные рынки» и обмен осуществлялся при посредстве мелких торговцев-разносчиков, торговля не подрывала, а, наоборот, укрепляла феодальные порядки. Рост торговли только тогда начинает оказывать разрушительное влияние на феодальное общество, когда он приводит к созданию целой системы «производства для обмена». Зарождение «системы производства для обмена» было связано с развитием в X и последующих столетиях заморской торговли. Следуя за Паренном, Суизи объясняет этот рост торговли возрождением мореплавания на Средиземном море, путешествиями и торговой деятельностью норманнов, открывших новые торговые пути. Сначала торговля на дальние расстоянии осуществлялась при посредстве мелких странствующих торговцев, однако в дальнейшем её развитие приводит к возникновению центров обмена и транзита, которые постепенно превращаются также и в центры производства ремесленных изделии. Это ремесленное производство, сконцентрированное в городах, было той новой но своей организации системой производства, взаимодействие которой с поместным хозяйством привело к упадку феодализма.
Суизи детально перечисляет, какие именно последствия имело для феодальной экономики возникновение «системы производства для обмена». I) Появление новой формы хозяйства явственно обнаружило «неэффективность поместной (манориальной) организации производства». Городское ремесло было более рационально по своей организации и основывалось на специализированном разделении труда. Оно давало более дешевые промышленные изделия, чем те, которые могли быть произведены поместными ремесленниками. Поэтому феодалы начинали покупать изделия городского ремесла, что делало неизбежным также продажу сельскохозяйственных продуктов на городском рынке и вовлекало их, таким образом в торговый оборот. Собственное же производство ремесленных изделий и поместьях — одна из основ поместного хозяйства — разрушалось. 2) Развитие обмена изменяло цели производства. Появилась возможность накопления богатства в универсальной форме меновой стоимости — деньгах. Накопление богатств в условиях меновой экономики становится самоцелью. Такое изменение целей ведения хозяйства было одной из главных причин увеличившихся потребностей господствующего класса в доходах 3) Развитие торговли вело к распространению более утонченных вкусов, что также увеличивало потребности феодалов в деньгах. 4) Образование городов как центров менового хозяйства открывало перед крепостными реальную возможность улучшить условия своего существования путем переселения в города; это и было главной причиной массовою бегства крестьян, сыгравшего столь большую роль в упадке феодализма.
Взгляды, высказанные Суизи, в свою очередь вызвали возражения. С ответом Суизи выступили сам Добб, а также английский историк Родни Хилтон, японский историк Кохатиро Такахаси и др. Они подвергли критике определение феодализма, предложенное Суизи, его мысль о неспособности западноевропейского феодального общества к развитию без толчка извне, попытку объяснить упадок феодализма развитием менового хозяйства, утверждение о нефеодальной природе социальных отношений переходного периода и т. п. Вместе с тем в процессе этой полемики были ещё более четко и ясно сформулированы некоторые спорные проблемы и выдвинуты новые точки зрения.

## Политические взгляды
С момента знакомства с марксизмом и вплоть до самой смерти Суизи был убеждённым социалистом. Как отмечали Говард и Кинг, «примерно до 1960 года его можно было назвать „независимым сталинистом“, в том смысле, что он был убеждённым сторонником Советского Союза, но никогда не был членом Коммунистической партии США, которая всегда отталкивала его своим догматизмом в интеллектуальном смысле». «Я знал, что это была бы смерть для независимого мышления», — вспоминал Суизи в интервью 1999 года, отвечая на вопрос о вступлении в партию.
Второй крупной работой Суизи, изданной после «Теории капиталистического развития», была книга «Социализм». Анализ экономики Советского Союза (глава 2) и Польши (глава 4), представленный Суизи в этой книге, Говард и Кинг называют совершенно некритичным. Под влиянием просоветских работ Сиднея и Беатрисы Вебб Суизи отстаивал мнение, что социалистическая экономика вызывает восторженный отклик со стороны рабочих масс, а роль прибыли относительна неважна в условиях крупнопромышленного производства. Экономист отстаивал рациональность экономического планирования от критики «венской школы антисоциализма» (глава 11) и прищёл к выводу, что социализм полностью способен как сохранить существующие гражданские свободы, так и поспособствует развитию новых (Глава 12).

Суизи и Губерман во время встречи с Кастро на Кубе (1960 год)

Являясь сторонником сталинской модели социализма Суизи куда более критично был настроен по отношению к фабианству и идеям рыночного социализма. В рецензии на юбилейное издание «Фабианских очерков», он отмечал, что «в то время, как марксисты всегда полностью осознавали, что при социализме должна быть центральное планированным, британские социалисты, следуя по стопам фабианцев (и несколько позже гильдейских социалистов, которые в этом аспекте проявлял тесную близость к фабианцам), в этом вопросе никогда не могли занять чёткую и ясную позицию». Хотя Суизи приветствует критику Оскара Ланге относительно позиции Мизеса-Хайека-Роббинса о том, что при социализме эффективное распределение ресурсов в принципе невозможно, он не был доволен теми предложениями, которые выдвигал Ланге. «Суть в том,- отмечал он, — что совет Ланге вовсе не является агентством по планированию, а скорее агентством по установлению цен; в его модели решения по вопросам производства оставлены множеству по существу независимых единиц, так же, как это происходит при капитализме». И для Суизи это было неприемлемо. «Такая система, конечно, мыслима, но большинство социалистов, вероятно, согласятся, что она воспроизводит некоторые из худших черт капитализма и не перенимает преимущество конструктивных возможностей экономического планирования».
На склоне лет Суизи признал, что крайне недоволен своим «Социализмом», в котором он «очень упрощенно взглянул на проблемы социализма и социалистического планирования» (1999, с. 40), и именно поэтому отказался переиздавать данную работу. Он всегда скептически относился к предполагаемым преимуществам югославское самоуправления, которое он считал «бросающим вызов логике современных технологических и управленческих методов» (1958, с. 369). Но в конце 1950-х он по крайней мере проявил некоторое сочувствие к тому, чего пытался добиться режим Тито. Самоуправление может быть более подходящим для более развитой страны, заключил Суизи. «Югославы, возможно, тоже ввели свою систему рано осознавать все его преимущества» (с. 374).
Десять лет спустя, Суизи занял куда более неоднозначную позицию относительно Пражской весны. Выступая против советского вторжения в Чехословакию, он был убежден, что страна движется в направление капитализма. «Сам термин» рыночный социализм «противоречит самому себе», как и само явление, утверждал учёный. «И именно это внутреннее противоречие толкает рыночные социалистические общества к капитализму». Ни в Чехословакии, ни в Югославии это не было намерением реформаторов, но тот, «кто действует, чтобы укрепить рынок, вместо того, чтобы бороться против него, независимо от намерений, поощряет капитализм, а не социализм».
К этому времени разрыв между Китаем и Советским Союзом спровоцировал глубокий сдвиг в мышлении Суизи. Он принял сторону маоистов в расколе, и был вынужден пересмотреть свое отношение ко всему советскому опыту. В 1967 году, оглядываясь на первые полвека Советского Союза, он описал Советский Союз как «стратифицированное общество с глубокой пропастью между правящим слоем политических бюрократов и экономических менеджеров с одной стороны и массой рабочих с другой, и впечатляющий спектр доходов и статусные различия по обе стороны пропасти». Это был застойное общество, демонстрирующее явные признаки надвигающегося кризиса. Теперь Суизи готов был критиковать самого Сталина, которого он тоже обвиняет в том, что дал много привилегий для бюрократии, недостаточно веры в массы и допускал слишком мало внутрипартийной демократии. Он отмечал, что неравенство в советском обществе постоянно увеличивается, так что существует вполне реальная перспектива того, что правящий «слой» превратится в настоящий правящий класс.
К 1977 году Суизи уже был убежден, что это произошло, и объявил в целом благоприятный обзор работы французского маоиста Шарля Беттельхейма по классовой борьбе в послереволюционной России, что «Советский Союз сегодня общество с новым правящим классом („государственная буржуазия“)». Но Суизи продолжал отвергать обе троцкистские позиции, что не может быть классовое общество без частной собственности на средства производства и официальную китайскую позицию, которая гласила, что Советский Союз представлял собой форму государственного капитализма. Свое заключение Суизи формулировал так: «пролетарская революция может породить новую форму общества, не капиталистическую и не социалистическую, но тем не менее разделенную по классовой линии». Поэтому термин «государственная буржуазия» он закавычивал и отвергал само понятие «государственный капитализм» как источник потенциальной путаницы. Советская Россия была классовым обществом, но не капиталистическим. Власть правителей исходила не от владения богатством, а от контроля над государственным аппаратом, «и, следовательно, в совокупности социального капитала». В СССР не было ни одного экономического закона движения, сравнимого с законами капитализма. Суизи всегда оставаясь верным сторонником Мао и до конца своей жизни интепретировал «культурную революцию» как «борьбу между капиталистами и социалистами, и капиталисты в итоге победили. Я не думаю, что там было ещё что-то кроме этого, честно».
К 1990 году энтузиазм Суизи к кубинской революции также угас, и он атаковал политическую систему острова как «вариант каудилизма», под которым он имел в виду, что он не был демократическим и не двигался таким образом, несмотря на многочисленные улучшения социальных условий, которые режим Кастро мог требовать. Существовали ли объективные, структурные причины вырождения кубинской революции, Суизи не говорит. Что касается второго вопроса, то Суизи с некоторой справедливостью заявил, что предсказал возможный распад Советского Союза, он завершил свою книгу 1980 года о послереволюционном обществе следующим прогнозом: Возможно, было бы слишком много, чтобы сказать, что постреволюционное общество, как представленный своим самым старым и передовым образцом, зашло в тупик. Но, по крайней мере, можно сказать, что он, кажется, вступил в период застоя, отличается от стагфляции развитого капиталистического мира, но не показывает более видимые признаки выхода. (1980a, стр. 150—151) Существовал материальный базис для этого застоя, но это было также следствием ошибочных политических решений. Экономический кризис Советского Союза был результатом «исчерпания модели экстенсивной индустриализации, принятой Сталина в конце 1920-х годов, который слишком сильно полагался на увеличение рабочей силы и сырье и все более неэффективное его использование» (1991c, с. 3). Реформы Горбачева просто привели экономику в замешательство Реакции Суизи на перестройку, см. 1990a, 1990b).
В последних работах Суизи о социализме есть лишь намек на материалистическую критику всего сталинского опыта и даже утверждения Маркса что социалистическая экономика без рынков необходима и осуществима. Таким образом он теперь признал, что рынки необходимы при социализме (хотя они должны быть контролируемыми), и признал, что демократия также необходима. С другой стороны он продолжал находить Сталина привлекательной исторической фигурой; спросил о редакции в Monthly Review, описывая его как «одного из величайших людей в истории», Суизи ответил: «Ну, в некотором смысле, он был, но у него была и обратная сторона». Суизи не смог полностью смириться с крахом «реально существующего социализма» и в одном из своих последних интервью, он заявил, что «если социализму и суждено когда-либо наступить, то мы близки к нему, как никогда».

## Список работ
Монографии, сборники статей, эссе и выступлений
- Paul M. Sweezy. The Theory of Capitalist Development. Principles of Marxian Political Economy. — New York : Oxford University Press, 1942.
Oskar Lange. [Review: The Theory of Capitalist Development. Principles of Marxian Political Economy by Paul Sweezy] // The Journal of Philosophy. — 1943. — Vol. 40, no. 14. — P. 378—384.
Joan Robinson. [Review: The Theory of Capitalist Development. Principles of Marxian Political Economy by Paul Sweezy] // The Yale Law Journal. — 1943. — Vol. 52, no. 3. — P. 687—690. — JSTOR 792264.
H. D. Dickinson. [Review: The Theory of Capitalist Development. Principles of Marxian Political Economy by Paul Sweezy] // The Economic Journal. — 1949. — Vol. 59, no. 236. — P. 565—568.
  (it) Paul M. Sweezy. La teoria dello sviluppo capitalistico. — Torino : Einaudi, 1951.
  (pl) Paul M. Sweezy. Teoria rozwoju kapitalizmu. — Warszawa : Panstw. wyd-wo naukowe, 1965.
- Paul M. Sweezy. Socialism. — New York : McGraw-Hill, 1949.
- Paul M. Sweezy. The Present as History. — New York : Monthly Review Press, 1953. — 376 p.
Gordon K. Lewis. [Review: The Present as History by Paul Sweezy] // Western Political Quarterly. — 1954. — Vol. 7, no. 4. — P. 697—700. — doi:10.1177/106591295400700429.
- Paul M. Sweezy, Leo Huberman. Cuba: Anatomy of a Revolution. — New York : Monthly Review Press, 1960.
  (it) Paul M. Sweezy, Leo Huberman. Cuba: anatomia di una rivoluzione. — Torino : Einaudi, 1961.
- Paul M. Sweezy, Leo Huberman. Monopoly Capital. An Essay on the American Economic and Social Order. — New York : Monthly Review Press, 1966.
  (it) Paul M. Sweezy, Leo Huberman. Il capitale monopolistico. Saggio sulla struttura economica e sociale americana. — Torino : Einaudi, 1968.
- Paul M. Sweezy, Leo Huberman. Socialism in Cuba. — New York : Monthly Review Press, 1969. — 221 p.
  (de) Paul M. Sweezy, Leo Huberman. Sozialismus in Kuba. — Frankfurt am Main : Suhrkamp, 1970. — 196 p. — (Edition Suhrkamp, 426).
  (es) Paul M. Sweezy, Leo Huberman. El socialismo en Cuba. — México : Nuestro Tiempo, 1970. — 198 p.
  (it) Paul M. Sweezy, Leo Huberman. Il socialismo a Cuba. — Bari : Dedalo, 1971. — 225 p.
- Paul M. Sweezy, Charles Bettelheim. On the Transition to Socialism. — New York : Monthly Review Press, 1971. — 122 p.
- Paul M. Sweezy, Harry Magdoff. The Dynamics of U.S. Capitalism : corporate structure, inflation, credit, gold, and the dollar. — New York : Monthly Review Press, 1972. — 237 p.
- Paul M. Sweezy. Modern capitalism and other essays. — New York : Monthly Review Press, 1972. — 184 p.
  (pt) Paul M. Sweezy. Capitalismo moderno. — Rio de Janeiro : Graal, 1977. — 188 p.
- Paul M. Sweezy, Harry Magdoff. The End of Prosperity: the American economy in the 1970s. — New York : Monthly Review Press, 1977. — 207 p.
  (it) Paul M. Sweezy, Harry Magdoff. La fine della prosperità in America. — Roma : Editori Riuniti, 1979. — 202 p.
- Paul M. Sweezy, Harry Magdoff. The Deepening Crisis of US Capitalism. — New York : Monthly Review Press, 1979. — 219 p.
- Paul M. Sweezy. Post-Revolutionary Society. — New York : Monthly Review Press, 1980. — 156 p.
- Paul M. Sweezy. Four lectures on Marxism. — New York : Monthly Review Press, 1981. — 97 p.
- Paul M. Sweezy, Harry Magdoff. Stagnation and Financial Explosion. — New York : Monthly Review Press, 1987.
- Paul M. Sweezy, Harry Magdoff. The Irreversible Crisis. — New York : Monthly Review Press, 1988.

Статьи
- Sweezy, Paul M., On the Definition of Monopoly, 1937, QJE.
- Sweezy, Paul M., Monopoly and Competition in the English Coal Trade, 1550—1850, Harvard University Press, 1938.
- Sweezy, Paul M., Demand Under Conditions of Oligopoly, in Journal of Political Economy, 1939.
- Sweezy, Paul M. et al., The Transition from Feudalism to Capitalism, Science and Society, 1954. Traduzione italiana: La transizione dal feudalesimo al capitalismo, Savelli, 1973.

## Комментарии
Комментарии
1. ↑  В конечном счёте и Алан, и Пол станут преподавателями в Гарварде, а затем в силу обстоятельств покинут университет: Алана попросят оставить преподавательскую должность за его активное участие в работе профсоюза, Суизи оставит должность, когда поймёт, что Гарвард больше не заинтересован в нём.
2. ↑  Идея не была абсолютно новой. Она имплицитно присутствовала в докторской диссертации Ричарда Кана 1929 года (опубликована в 1989 году), сам график был нарисован в письме к Джоан Робинскон в 1933 году[Б 1]
3. ↑  Ланге предлагал создание центрального совета по планированию экономики.

Биографическая статья
1. 1 2  Foster, 2004, p. 7.
2. ↑  Foster, 2004, p. 8.
3. 1 2 3  Foster, 2004, p. 13.
4. ↑  Foster, 2004, p. 14.
5. ↑  Foster, 2004, p. 15.

Статья Говарда и Кинга
1. 1 2 3 4  Howard & King, 2004, p. 414.
2. 1 2 3  Howard & King, 2004, p. 415.
3. 1 2  Howard & King, 2004, p. 416.
4. ↑  Howard & King, 2004, p. 420.
5. ↑  Howard & King, 2004, p. 666.

Другие источники
1. ↑  Katalog der Deutschen Nationalbibliothek (нем.)
2. ↑  Sweezy, Paul M. Economic Reminiscences // Monthly Review. — 1995. — Vol. 47, no. 1. — P. 1—11. — doi:10.14452/MR-047-01-1995-05_1.
3. 1 2 3 4  Sweezy, Paul. Four Lectures on Marxism. — New York, London : Monthly Review Press, 1981. — P. 11—13. — 97 p.
4. 1 2 3 4 5 6 7 8 9 10  Phelps, Christopher; Skotnes, Andros. An Interview with Paul M. Sweezy // Monthly Review. — 1999. — Vol. 51, no. 1. — P. 31—53. — doi:10.14452/MR-051-01-1999-05_2.
5. ↑  Happy Birthday, Paul // Monthly Review. — 2000. — Vol. 51, no. 11. — P. 42—64. — doi:10.14452/MR-051-11-2000-04_5.
6. ↑  Foster, John Bellamy. On the Laws of Capitalism :  [англ.] : [арх. 5 сентября 2015] // Monthly Review. — 2011. — Vol. 63, no. 1. — P. 1—16. — doi:10.14452/MR-063-01-2011-05_1.
7. ↑  Allen, Robert Loring. Opening Doors : The Life and Work of Joseph Schumpeter. — New Brunswick : Transaction Publ., 1994. — P. 170. — 314 p. — ISBN 0887383629.
8. ↑  Samuelson, Paul. On memories // Newsweek. — 1969. — 2 июня. — P. 55.
9. 1 2 3  Savran, Sungar; Tonak, E. Ahmet. Interview with Paul M. Sweezy // Monthly Review. — 1987. — Vol. 37. — P. 1—28. — doi:10.14452/MR-038-11-1987-04_1.
10. ↑  Sweezy, Paul. Expectations and the Scope of Economics // Review of Economic Studies. — 1938. — Vol. 5, no. 3. — P. 234—237. — doi:10.2307/2967449.
11. ↑  Sweezy, Paul. Demand Under Conditions of Oligopoly // Journal of Political Economy : [арх. 24 марта 2016]. — 1939. — Vol. 47, no. 4. — P. 568—573. — JSTOR 1824594.
12. ↑    (en) Putnam v. Neubrand : [арх. 29 мая 2022]. — casetext.com. — Access date: 29 May 2022.
13. ↑  [Notes from the Editors] // Monthly Review. — 1950. — Vol. 1, no. 10. — P. [inside front cover + inside back cover].
14. ↑  [Notes from the Editors] // Monthly Review. — 1950. — Vol. 2, no. 7. — P. [inside front cover + inside back cover].
15. ↑  Lifschultz, Lawrence F. Could Karl Marx Teach Economics in America? // Ramparts. — 1974. — Vol. 12, no. 9. — P. 27—30, 52—59.
16. ↑  Viewing U. S. economy with a Marxist glass // Business Week. — 1963. — No. 1754 (13 апреля). — P. 67—71.
17. ↑  O’Gorman, Ned. A Not-So-Innocent Abroad // National Catholic Reporter. — 1963. — 4 августа. — P. 7.
18. ↑  Huberman, Leo. The Sweezy Case Abroad // Monthly Review. — 1955. — Vol. 6, no. 10. — P. 379—384. — doi:10.14452/MR-006-10-1955-02_7.
19. ↑  Harry Magdoff. Farewell, Comrade Paul // Monthly Review. — 2004. — Vol. 56, no. 5. — P. 1–3.
20. ↑  Sweezy, Paul. Professor Pigou's Theory of Unemployment // Journal of Political Economy : [арх. 3 сентября 2019]. — 1934. — Vol. 42, no. 6. — P. 807. — JSTOR 1822808.
21. ↑  Remarks on receiving the National Emergency Civil Liberties Committee Tom Paine award :  [англ.] // Monthly Review. — 1995. — Vol. 46, no. 9. — P. 2.
22. 1 2  (с. 219)
23. 1 2 3 4  Корхов Ю. А. Дискуссия о переходе от феодализма к капитализму // Средние века. — 1959. — Вып. XV. — С. 114—135.
24. ↑  (1949f [1953a], p. 329)
25. ↑  (1949а, с. 233, первоначальный стресс; ср 1938e, где Sweezy рассматривает Lange, но ему удается уклониться этот вопрос вообще)
26. ↑  (1968 г, с. 7-8н)
27. ↑  (с. 11)
28. ↑  (1967e [1980a], с. 20)
29. ↑  (1968г, с. 12-16)
30. ↑  (1967e [1980a], с. 31)
31. ↑  (с. 27)
32. ↑  (1977g [1980a], с. HI)
33. ↑  (1980а, стр. 138)
34. ↑  (1999, с. 53)
35. ↑  (1999, с. 50)
36. ↑  (1990f, п. 19)
37. ↑  (см. 1967 [1980a], С. 27—30, за его взгляды на относительную важность волюнтаризма и детерминизма в послереволюционных обществах)
38. ↑  (1991c, р. хх)
39. ↑  (1999, стр. 51)